# Lugus

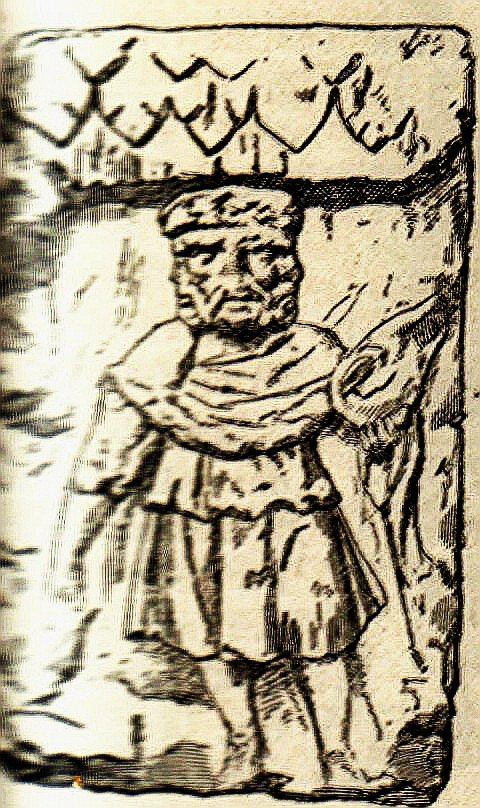
Rytina trojhlavého božstva často identifikovaného jako Lugus

Lugus je galský bůh nejasné funkce, který však byl Římany ztotožňován s Mercuriem. Na Britských ostrovech mu odpovídá irský Lugh Ildánach „Lugh mnoha dovedností“ a velšský Lleu Llaw Gyffes „Lleu zručná ruka“.
Z Lugova jména je odvozeno toponymum Lugudunum „Lugova pevnost“, původní forma jmen jako Lyon nebo Leiden.
Lugus mohl být také spojen se svátkem podobnému gaelskému Lughnasadu slaveném na přelomu července a srpna, vzhledem k tomu že císař Augustus zavedl v Lyonu 1. srpen jako oslavu svých narozenin a pravděpodobně tím zabral svátek Luga po kterém bylo město pojmenováno. Existenci staršího svátku v tomto období naznačuje také Kalendář z Coligny z 2. století nalezený nedaleko Lyonu. V něm se objevuje „velký sváteční měsíc“ Rivnos odpovídající srpnu a město Lyon, ve starověku Lugodunum, získalo své jméno po Lugovi, galském bohu odpovídajícím irskému Lughovi.

## Hypotézy
Jaan Puhvel ztotožňuje Luga s Esem zmiňovaným Marcem Lucanem v eposu Pharsalia z 1. století. Esus byl pozdějšími komentátory ztotožňován s Mercuriem, případně Martem, a obětovalo se mu oběšením a rozdrásáním. Na základě Caesarovy zmínky že nejvyšším božstvem Galů byl Mercurius a trojfunkční hypotézy Puhvel vykládá Esa-Luga jako hlavního galského boha vládnoucího první funkci a analogického severskému Ódinovi.